# Xysticus parallelus
Xysticus parallelus is een spinnensoort uit de familie van de krabspinnen (Thomisidae).
De wetenschappelijke naam van de soort werd in 1873 gepubliceerd door Eugène Simon.